# Ligue nationale de Suède
 (juin 2022).
Si vous disposez d'ouvrages ou d'articles de référence ou si vous connaissez des sites web de qualité traitant du thème abordé ici, merci de compléter l'article en donnant les références utiles à sa vérifiabilité et en les liant à la section « Notes et références ».
La Ligue nationale de Suède (SNL) est un parti politique suédois.
Il tire son origine de la Ligue nationale de la jeunesse de Suède (en suédois : Sveriges nationale ungdomsförbund (SNU), première organisation de jeunesse de l'Union électorale générale en Suède. Il a été exclu de son parti mère en 1934 en raison de sa position pro-nazi. Il a ensuite été reconstruit en un parti politique distinct. Après la Seconde Guerre mondiale, la notoriété politique du parti s'amenuise.

## Histoire

### Ligue des jeunes de droite
La  Ligue nationale de la jeunesse de Suède (SNU) a été fondée le 16 octobre 1915 à l’Hôtel Kronprinsen à Stockholm. L'organisation, bien que jamais officiellement reconnue, est devenue le référent jeunesse de l'Union électorale générale.
À la fin des années 1920, la SNU s'est radicalisée politiquement. Cette radicalisation a été accentuée par l'élection d'Elmo Lindholm à la présidence de la SNU. En 1931, l'organisation comptait 35 460 membres et ne cessait de croître. Finalement, la SNU a organisé une kamporganisation militante (organisation de lutte, sur le modèle de la SA allemande) qui était censée combattre les ennemis politiques dans les rues. Les membres revêtaient des chemises grises, des cravates bleues et des brassards bleus. La Ligue a soutenu les nazis allemands après l'arrivée au pouvoir d'Adolf Hitler en 1933.
Arvid Lindman, le chef du parti, a toutefois clairement déclaré que les nazis n'étaient pas acceptés au sein de son parti.
Un autre sujet de discorde était de savoir s'il aurait dû y avoir une limite d'âge pour l'adhésion à la SNU. L'Union électorale générale a relevé jusqu'à 35 ans la limite supérieure pour les membres du SNU, ainsi qu'une entente formelle selon laquelle le rôle de la SNU était de recruter des jeunes pour l'Union électorale générale. La SNU a cependant réfuté l'idée d'une limite d'âge, car l'organisation souhaitait exercer plus d'influence politique.
Pour cette raison, Arvid Lindman a déclaré que la Ligue nationale de la jeunesse n'était plus considérée comme l'organisation de jeunesse de la droite suédoise en 1934. Alors qu'une nouvelle ligue de jeunesse de droite a émergé — devenue plus tard la Ligue de la jeunesse modérée — la Ligue nationale de la jeunesse s'est finalement réorganisée en un parti politique nommé « Ligue nationale de la jeunesse et Ligue de Suède » ( « Sveriges Nationella Ungdomsförbundet och Förbund » ou SNUoF).

### Parti politique
Lors de la scission Union électorale générale-SNU, trois députés conservateurs se sont rangés du côté du SNUoF. Il s'agissait de Alf Meyerhöffer, Gösta Jacobsson et John Gustafsson. Ces trois parlementaires ont formé leur propre faction indépendante au sein du parlement, baptisée « Nationella Gruppen » (la Faction Nationale). Aucun d'entre eux n'est réélu en 1936.
En 1934, la petite pro-Allemande Ligue nationale du travail ( Nationella Arbetsförbundet ) a fusionné avec SNUoF.
Ce parti a participé aux élections municipales de 1935, remportant 70 sièges dans tout le pays. La même année, son nom a été changé en « Ligue nationale de Suède » ou SNL (« Sveriges Nationella Förbund »). L'antisémitisme est devenu une caractéristique plus importante du parti. À cette époque, ses membres étaient d'environ 40 000.
Le parti a participé aux élections générales de 1936. Avec seulement 31 015 voix, la SNL n'a remporté aucun siège au parlement. L'année suivante, le 10 octobre 1937, la National League New Sweden de Per Engdahl fusionna avec la SNL. Engdahl s'est vu attribuer le poste de vice-président de la SNL.
Lors de sa conférence nationale en 1938, la SNL a officiellement adopté un programme de parti, se décrivant comme corporatif, néo-suédois, radical, nationaliste et socialiste. La même année, le Front suédois de Bengt-Olov Ljungberg est rattaché à la SNL. Sous la direction de Ljungberg, l'aile jeunesse National Youth a été créée en 1939.
En 1941, Engdahl se sépare de la SNL. Il est accompagné de nombreux membres éminents du parti, comme Ljungberg, et une partie importante de l'aile jeunesse. Engdahl et ses partisans ont formé  Opposition suédoise. La même année, la SNL a commencé à recevoir un soutien financier de l'Allemagne nazie pour publier le journal   Dagsposten  de Stockholm.

### Désagrégation dans l'après-guerre
Après la guerre, la SNL a été sévèrement isolée. Aux élections municipales de 1946, elle ne put remporter que 3 sièges municipaux à Helsingborg, mais la même année, toute l'unité d'Helsingborg fusionna avec le Parti de droite.
En 1946, lors des élections générales, le parti recueille 3 819 voix, soit 0,1 % des votes. Il n'obtient aucun siège sur les 349 en jeu.
L'activité principale de la SNL était l'édition de Dagsposten, qui en 1952 a été remplacé par Fria Ord. Lorsque le Rassemblement chrétien-démocrate (KDS) est devenu un nouveau parti politique dans les années 1960, la SNL a tenté de l'infiltrer.
En 1980, la SNL et le Nouveau mouvement suédois d'Engdahl ont fusionné. L'unité n'a pas duré et en 1982, les deux organisations se sont séparées. La SNL a souffert de conflits internes et de scissions, et au moins trois SNL distinctes ont existé. L'un des groupes existants actuels revendiquant le nom est rattaché au NSDAP/AO de Gary Lauck.